# Круковский, Станислав Викторович
Станислав Викторович Круковский (12 июня 1991 — 2 июля 2024) — российский офицер морской пехоты Российской Федерации, майор, старший оперуполномоченный военной контрразведки 177-го отдельного гвардейского полка морской пехоты Каспийской флотилии Военно-морского флота. Герой Российской Федерации (2024, посмертно).

## Биография
Родился 12 июня 1991 года. В 2008 году завершил обучение в Московском суворовском военном училище. продолжил учёбу на оперативном факультете Калининградского пограничного института ФСБ Российской Федерации.
После окончания института в 2013 году поступил на службу в отдел ФСБ России по 31-й дивизии подводных лодок Северного флота в городе Гаджиево Мурманской области. В ноябре 2018 года курировал в городе Каспийске созданный 177-й отдельный гвардейский полк морской пехоты Каспийской флотилии ВМФ России. Участник военной операции России в Республики Сирии.
С февраля 2022 года принимал участие в российском вторжении на Украину в составе 117-го отдельного полка морской пехоты, позывной «Мурманск». По данным российских СМИ, 2 июля 2024 года на Запорожском направлении в ходе боя принял командование подразделением на себя. Под плотным огнём противника вынес с линии огня трёх раненых сослуживцев, оказавшись под массированным обстрелом противника. Погиб от удара FPV-дрона.
Указом Президента Российской Федерации (закрытым) от 29 октября 2024 года «за мужество и героизм, проявленные при исполнении воинского долга», майору Круковскому Станиславу Викторовичу было присвоено звание «Герой Российской Федерации» (посмертно).